# Бій під Ходорами
Бій під Ходорами — нічний танковий бій між радянськими й німецькими військами поблизу сел Ходори, Мірча, Красносілка в Радомишльському районі Житомирської області 7-8 грудня 1943 року під час Київської оборонної операції (1943)

## Хід бою
У грудні 1943 року 317 гвардійський винищувально-протитанковий артилерійський полк, який перебував в оперативному підпорядкуванні командувача 60 А 1-го Українського фронту, отримав бойове завдання організувати протитанковий район на схід від села Ходори.
Зосередившись в зазначеному районі до 12.00 7 грудня полк провів ретельне інженерне обладнання вогневих позицій. У ніч на 8 грудня ворог великими силами піхоти і танків прорвав оборону в смузі 271 гвардійської стрілецької дивізії та вийшов в район Ходорів. О 23.45 танки противника обійшли Ходори з півдня і почали просуватися в східному напрямку.
В ході бою на південно-східній околиці Ходорів було підпалено декілька стогів соломи. Танки противника були підпущені на дальність прямого пострілу, 1-я батарея полку відкрила вогонь і підпалила три бойові машини, які, спалахнувши яскравими смолоскипами, висвітлили місцевість. Потрапивши під вогонь 1-ї батареї, танки повернули на північний схід і пішли уздовж бойового порядку, який залишився ними непоміченим. Решта чотири батареї полку одночасно відкрили вогонь у фланг колони і знищили ще кілька машин. Нічний бій тривав понад півтори години. За цей час полк знищив 28 танків, 5 бронемашин, 5 бронетранспортерів, 13 автомашин з вантажем, велика кількість піхоти противника.

## Підсумок бою
Наступ німецьких військ був зупинений. 
Бій ввійшов в радянські військові підручники, як успішне застосування артилерії проти танків під час нічного бою. 